# Guus Til
Guus Berend Til (Samfya, 22 de dezembro de 1997) é um futebolista profissional neerlando-zambiano que atua como meio-campista. Atualmente defende o PSV Eindhoven e a Seleção Neerlandesa.

## Carreira
Sua estreia profissional foi em agosto de 2016, entrando no lugar de Joris van Overeem no jogo dos playoffs de classificação da Liga Europa entre AZ Alkmaar e PAS Giannina (Grécia).
Promovido ao elenco principal dos Alkmaarders no mesmo ano, seguiu jogando no time B (Jong AZ) até 2017. Em 3 temporadas, foram 90 partidas e 26 gols no total. Em agosto de 2019, foi contratado pelo Spartak Moscou por 18 milhões de euros por 4 anos, disputando 21 jogos e fazendo 2 gols.
Sem espaço no Spartak, Til assinou com o Freiburg (Alemanha) em setembro de 2020, com opção de compra.. Sua passagem durou pouco: foram 7 jogos pela equipe principal, além de 4 jogos e 4 gols pelo time reserva. 
Em 2021 foi contratado pelo Feyenoord, também por empréstimo e ainda sob contrato com o Spartak, renovando seu contrato com o clube russo por mais 3 anos - uma cláusula previa que o Spartak podia encerrar o empréstimo caso Til atuasse em menos da metade dos jogos do Feyenoord até janeiro de 2022. Após 49 partidas oficiais e 21 gols marcados, o atacante recebeu uma proposta do PSV Eindhoven e optou em assinar com os Boeren, encerrando também seu vínculo com o Spartak.

## Seleção Neerlandesa
Nascido na Zâmbia, Til representou as seleções de base dos Países Baixos entre 2016 e 2018, quando atuou pela única vez na equipe principal da Oranje, na vitória por 3–0 em um amistoso contra Portugal.

## Títulos
PSV Eindhoven
- Supercopa dos Países Baixos: 2022, 2023, 2025[12]
- Copa dos Países Baixos: 2022–23
- Eredivisie: 2023–24, 2024–25